# Зарубинцы (Черкасская область)
Зарубинцы (укр. Зарубинці) — село в Уманском районе Черкасской области Украины. В селе родился Герой Советского Союза А. В. Фуковский.
Население по переписи 2001 года составляло 563 человека. Почтовый индекс — 19121. Телефонный код — 4746.
Топоним Зарубинцы упоминается в земельных ведомостях Киевщины 1664 года. 

## Местный совет
Местный совет расположен по почтовому адресу: улица Ленина, дом № 2, село Зарубинцы, Монастырищенский район, Черкасская область, Украина, 19121.

## Инфраструктура
Личное подсобное хозяйство с зоной сельскохозяйственного использования, индивидуальная застройка усадебного типа.

## Достопримечательности, памятные места
- Церковь Параскевы Пятницы